# Selby-on-the-Bay
Selby-on-the-Bay és una concentració de població designada pel cens dels Estats Units a l'estat de Maryland. Segons el cens del 2000 tenia 3.674 habitants.

## Demografia
Segons el cens del 2000, Selby-on-the-Bay tenia 3.674 habitants, 1.398 habitatges, i 1.034 famílies. La densitat de població era de 440,5 habitants per km².
Dels 1.398 habitatges en un 34,9% hi vivien nens de menys de 18 anys, en un 61,7% hi vivien parelles casades, en un 8,8% dones solteres, i en un 26% no eren unitats familiars. En el 19,8% dels habitatges hi vivien persones soles el 6,6% de les quals corresponia a persones de 65 anys o més que vivien soles. El nombre mitjà de persones vivint en cada habitatge era de 2,63 i el nombre mitjà de persones que vivien en cada família era de 3,02.
Per edats la població es repartia de la següent manera: un 25,3% tenia menys de 18 anys, un 6% entre 18 i 24, un 33,1% entre 25 i 44, un 24,9% de 45 a 60 i un 10,8% 65 anys o més.
L'edat mediana era de 38 anys. Per cada 100 dones de 18 o més anys hi havia 100 homes.
La renda mediana per habitatge era de 66.477 $ i la renda mediana per família de 72.174 $. Els homes tenien una renda mediana de 45.368 $ mentre que les dones 35.114 $. La renda per capita de la població era de 29.356 $. Entorn de l'1,9% de les famílies i el 2,6% de la població estaven per davall del llindar de pobresa.

## Poblacions més properes
El següent diagrama mostra les poblacions més properes.